# Archytas piarconensis
Archytas piarconensis är en tvåvingeart som beskrevs av Thompson 1963. Archytas piarconensis ingår i släktet Archytas och familjen parasitflugor. Inga underarter finns listade i Catalogue of Life.